# Love Is All Around (The Troggs)
Love Is All Around è un brano musicale pop-rock inciso nel 1967 dal gruppo musicale britannico The Troggs e pubblicato come singolo in 7" su etichetta Hansa Records, che anticipò l'uscita dell'album Cellophane. Autore del brano è il frontman del gruppo Reg Presley.
Vari artisti hanno inciso una cover del brano come quella incisa nel 1993 da Wet Wet Wet per la colonna sonora del film Quattro matrimoni e un funerale, versione pubblicata anche come singolo, che raggiunse il primo posto delle classifiche in vari Paesi.

## Produzione
Reg Presley, frontman dei Troggs, scrisse il brano dopo aver visto in televisione l'esibizione della banda della Joy Strings Salvation Army. Il brano venne composto in appena dieci minuti.
La canzone parla di una persona che è talmente innamorata da sentire amore dappertutto: tra dita delle sue mani, tra le dita dei suoi piedi, scritto nel vento, ecc.

## Tracce
7"
1. Love Is All Around – 2:57
2. When Will the Rain Come – 2:40

## Classifiche
| Classifica  | Posizione massima | Nr. di settimane |
| ----------- | ----------------- | ---------------- |
| Germania    | 15                | 5                |
| Paesi Bassi | 17                | 4                |
| Regno Unito | 5                 |                  |
| Stati Uniti | 7                 |                  |

## La cover dei Wet Wet Wet
La versione dei Wet Wet Wet fu inclusa inizialmente come traccia dell'album End Of Part One - Their Greatest Hits, uscito nel 1993 su etichetta Mercury/Phonogram.
Il brano era stato inciso appositamente per la colonna sonora del film Quattro matrimoni e un funerale, uscito nel 1994. Love Is All Around era stato scelto dal gruppo per il film tra una rosa di cover che comprendeva anche I Will Survive di Gloria Gaynor e Can't Smile Without You di Barry Manilow.
Sempre nel 1994 uscì anche il singolo nei formati 7" e CD Maxi, pubblicato su etichetta Polygram.
Il singolo raggiunse il primo posto delle classifiche in Australia, Austria, Belgio, Norvegia, Nuova Zelanda, Paesi Bassi, Regno Unito e Svezia e il secondo in Francia Germania e Svizzera.
Nel Regno Unito il disco rimase in vetta alle classifiche per 15 settimane, risultando anche il singolo più venduto del 1994.Love Is All Around dei Wet Wet Wet non riuscì tuttavia ad eguagliare il record di 16 settimane al primo posto detenuto da (Everything I Do) I Do It for You di Bryan Adams, dato che, proprio alla sedicesima settimana di permanenza nella hit parade britannica, fu scalzata dalla vetta da Saturday Night dei Whigfield.
In seguito, i Wet Wet Wet inclusero il brano anche come traccia del loro album del 1995 Picture This.

### Tracce
7"
1. Love Is All Around – 4:02
2. I Can Give You Everything (7" Arthur Baker House Remix) – 4:20

CD maxi
1. Love Is All Around – 3:59
2. I Can Give You Everything (7" Arthur Baker House Remix) – 4:24
3. Ain't No Stoppin' / Le Freak (Live) – 5:43

### Classifiche
| Classifica    | Posizione massima | Nr. di settimane |
| ------------- | ----------------- | ---------------- |
| Australia     | 1                 | 25               |
| Austria       | 1                 | 25               |
| Belgio        | 1                 | 24               |
| Francia       | 2                 | 32               |
| Germania      | 2                 | 39               |
| Norvegia      | 1                 | 22               |
| Nuova Zelanda | 1                 | 23               |
| Paesi Bassi   | 1                 | 21               |
| Regno Unito   | 1                 |                  |
| Stati Uniti   | 41                |                  |
| Svezia        | 1                 | 30               |
| Svizzera      | 2                 | 27               |

## Altre cover
Tra gli altri artisti che hanno inciso o eseguito pubblicamente una cover del brano, figurano (in ordine alfabetico):
- Christian Bautista (2014)
- Acker Bilk (versione strumentale, 1998)
- Crimson Ensemble (versione strumentale, 1999)
- Henry Dee (2009)
- Martin Denny (versione strumentale, 1968)
- Dreamlovers
- James Last & Richard Clayderman (versione strumentale, 1994)
- Flying Pickets (1998)
- The MacDonald Bros (2007)
- Billy Mack (2003)
- Hank Marvin (versione strumentale, 2000)
- Mooseheart Faith Stellar Groove Band (1992)
- Mr. Vegas (2015)
- Kat Onoma (1995)
- Marti Pellow (2002)
- R.E.M. (1991)
- Sort Sol (1991)
- [Husker Du] (1985)

## Adattamenti in altre lingue
- Il brano è stato adattato in tedesco da Herwig Heitzer con il titolo Meine Träume: questa version è stata incisa nel 1985 dagli Happy[7]
- Il brano è stato adattato in tedesco da Volker Rosin con il titolo Ein Kribbeln in den Fingern: questa versione è stata incisa nel 1995 dallo stesso Volker Rosin assieme a Die Lolly Pops[1][2]
- Il brano è stata adattato in olandese da Belinda Meuldijk con il titolo Geschreven in de wind: questa versione è stata incisa nel 1998 da Rob de Nijs[2]